# فلوران بريفوست
فلوران بريفوست (بالفرنسية: Florent Prévost)‏ هو عالم طيور فرنسي، ولد في 17 أغسطس 1794 في باريس في فرنسا، وتوفي بنفس المكان في 1 فبراير 1870.